# Nycteris macrotis
Nycteris macrotis — вид рукокрилих родини Nycteridae.

## Поширення
Країни проживання: Ангола, Бенін, Ботсвана, Буркіна-Фасо, Бурунді, Камерун, Центральноафриканська Республіка, Чад, Конго, Конго, Кот-д'Івуар, Екваторіальна Гвінея, Ефіопія, Габон, Гамбія, Гана, Гвінея, Гвінея-Бісау, Кенія, Ліберія, Малаві, Малі, Мозамбік, Нігер, Нігерія, Руанда, Сенегал, Сьєрра-Леоне, Сомалі, Судан, Танзанія, Того, Уганда, Замбія, Зімбабве. Він був записаний від рівня моря до 2200 м над рівнем моря. Цей вид був записаний з різних місць проживання, від низинних вологих тропічних лісів до вологих і сухих саван. Хоча найчастіше лаштує сідала в дуплах дерев, він також був записаний в невеликих печерах і в солом'яних дахах будинків. Живуть поодиноко або у невеликих групах. 

## Загрози та охорона
Загалом, не існує ніяких серйозних загроз для цього виду. У зв'язку з широким ареалом, вид імовірно присутній у деяких охоронних територіях.